# Damien Brunner
Pour les articles homonymes, voir Brunner.
Damien Brunner (né le 9 mars 1986 à Bülach) est un joueur professionnel suisse de hockey sur glace. Il est le frère de Adrian Brunner.

## Carrière en club

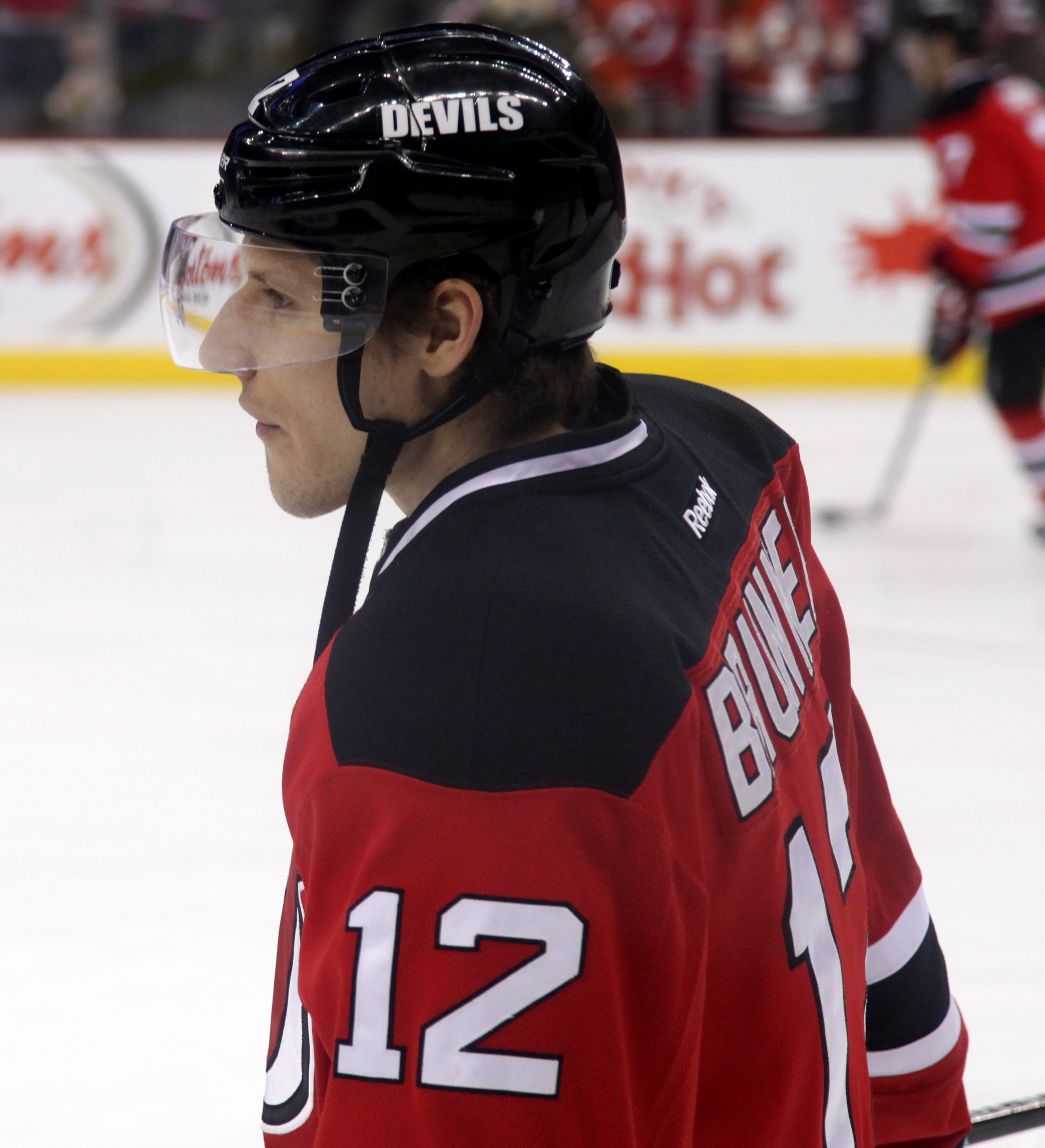
Damien Brunner avec les Devils du New Jersey en 2014.

Damien Brunner fait ses débuts en Ligue nationale A en 2006 avec les Kloten Flyers. Auparavant, il a fait ses classes de juniors dans le club zurichois.

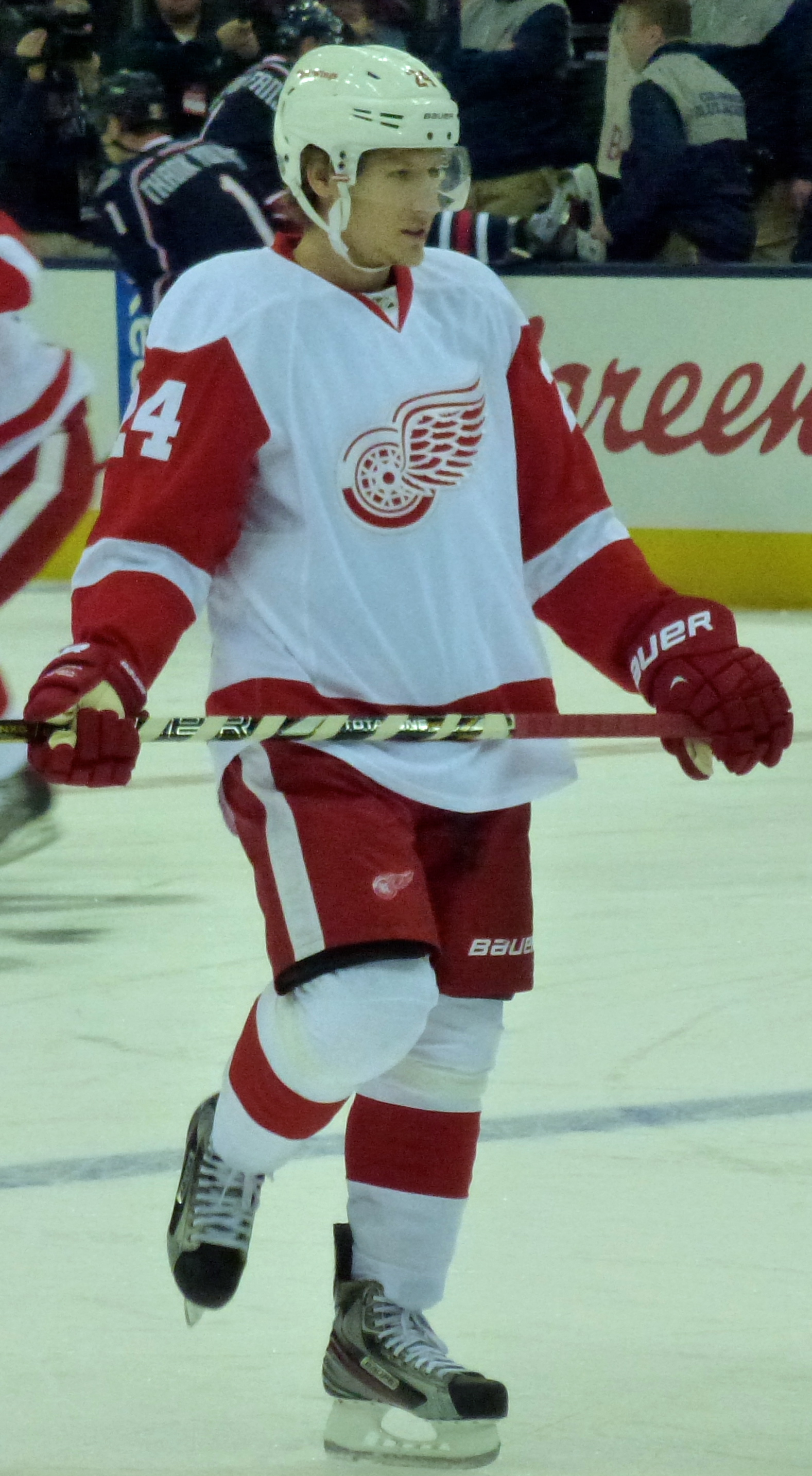
Damien Brunner avec les Red Wings de Détroit en 2013.

Lors de la saison 2008-2009, il est transféré au EV Zoug, où il commence à se révéler comme étant l'un des meilleurs attaquants du championnat. Il termine quatrième meilleur pointeur de la saison 2009-2010. Il continue sur sa lancée pour la saison 2010-2011 mais une blessure au nez qui nécessitera une opération, le fait rater les derniers matchs de la saison régulière. Il se rétablit à temps pour les séries éliminatoires. Il finit la saison 2011-2012 en tant que meilleur compteur du championnat et devient le premier Suisse à obtenir ce titre depuis Guido Lindemann en 1982. Le 1er juillet 2012, il signe un contrat d'entrée dans la Ligue nationale de hockey pour un an avec les Red Wings de Détroit. À cause du lock-out en vigueur dans la LNH, et grâce à une clause dans son contrat, il commence la saison 2012-2013 avec le EV Zoug.
La saison 2012-2013 de la LNH débute finalement le 19 janvier et lors du deuxième match de la saison avec les Red Wings, Brunner offre la victoire aux siens contre les Blue Jackets de Columbus en inscrivant le tir de fusillade vainqueur pour le score de 4-3,. Le 22 janvier 2013, lors de son troisième match sous les couleurs de Détroit, Brunner inscrit son premier but dans la LNH contre les Stars de Dallas.
Après l'élimination des Red Wings lors des séries éliminatoires de la Coupe Stanley, Damien Brunner, devenu agent libre sonde le marché pour trouver un nouveau contrat avec une équipe de la LNH,. Il refuse d’abord une offre de l’équipe de Détroit, avant de signer, le 24 septembre 2013, un contrat de deux ans pour un montant de 5 millions de dollars américains avec les Devils du New Jersey. Il s’agit de la même offre que les Red Wings lui avaient proposé.
Le 19 mai 2018, il signe pour deux saisons au HC Bienne en LNA.
En janvier 2025, Damien Brunner annonce la fin de sa carrière de joueur. Victime de plusieurs blessures à l'issue de la saison précédente, le vétéran biennois ne dispute que 6 matchs avant d'entamer une longue convalescence. On lui diagnostique alors une maladie inflammatoire chronique, rendant impossible un retour à la compétition.

## Carrière internationale
Damien Brunner a participé avec l'Équipe de Suisse de hockey sur glace au championnat du monde de hockey sur glace 2010 et 2012.

## Statistiques

### En club

#### Championnat
| Saison        | Équipe               | Ligue            |     | Saison régulière | Saison régulière | Saison régulière | Saison régulière | Saison régulière |    | Séries éliminatoires | Séries éliminatoires | Séries éliminatoires | Séries éliminatoires | Séries éliminatoires |
| Saison        | Équipe               | Ligue            | PJ  | B                | A                | Pts              | Pun              | PJ               | B  | A                    | Pts                  | Pun                  |                      |                      |
| 2002-2003     | Kloten U20           | Juniors Élites A | 7   | 1                | 0                | 1                | 0                | -                | -  | -                    | -                    | -                    |                      |                      |
| 2003-2004     | Kloten U20           | Juniors Élites A | 21  | 9                | 5                | 14               | 8                | -                | -  | -                    | -                    | -                    |                      |                      |
| 2004-2005     | EHC Kloten U20       | Juniors Élites A | 43  | 33               | 24               | 57               | 62               | 9                | 6  | 1                    | 7                    | 26                   |                      |                      |
| 2004-2005     | EHC Bülach           | 1re Ligue        | -   | -                | -                | -                | -                | -                | -  | -                    | -                    | -                    |                      |                      |
| 2005-2006     | EHC Kloten U20       | Juniors Élites A | 18  | 13               | 25               | 38               | 28               | -                | -  | -                    | -                    | -                    |                      |                      |
| 2005-2006     | EHC Winterthour      | 1re Ligue        | 17  | 18               | 11               | 29               | 28               | 7                | 5  | 6                    | 11                   | 4                    |                      |                      |
| 2006-2007     | EHC Kloten           | LNA              | 42  | 9                | 9                | 18               | 22               | 11               | 1  | 0                    | 1                    | 4                    |                      |                      |
| 2007-2008     | EHC Kloten           | LNA              | 50  | 5                | 2                | 7                | 6                | 5                | 0  | 0                    | 0                    | 0                    |                      |                      |
| 2008-2009     | EHC Kloten           | LNA              | 12  | 0                | 0                | 0                | 2                | -                | -  | -                    | -                    | -                    |                      |                      |
| 2008-2009     | HC Thurgovie         | LNB              | 3   | 1                | 3                | 4                | 4                | -                | -  | -                    | -                    | -                    |                      |                      |
| 2008-2009     | EV Zoug              | LNA              | 35  | 12               | 14               | 26               | 16               | 10               | 3  | 2                    | 5                    | 4                    |                      |                      |
| 2009-2010     | EV Zoug              | LNA              | 47  | 23               | 35               | 58               | 22               | 13               | 5  | 5                    | 10                   | 6                    |                      |                      |
| 2010-2011     | EV Zoug              | LNA              | 40  | 19               | 27               | 46               | 34               | 8                | 4  | 4                    | 8                    | 2                    |                      |                      |
| 2011-2012     | EV Zoug              | LNA              | 45  | 24               | 36               | 60               | 48               | 9                | 3  | 11                   | 14                   | 6                    |                      |                      |
| 2012-2013     | EV Zoug              | LNA              | 33  | 25               | 32               | 57               | 49               | -                | -  | -                    | -                    | -                    |                      |                      |
| 2012-2013     | Red Wings de Détroit | LNH              | 44  | 12               | 14               | 26               | 12               | 14               | 5  | 4                    | 9                    | 4                    |                      |                      |
| 2013-2014     | Devils du New Jersey | LNH              | 60  | 11               | 14               | 25               | 26               | -                | -  | -                    | -                    | -                    |                      |                      |
| 2014-2015     | Devils du New Jersey | LNH              | 17  | 2                | 5                | 7                | 8                | -                | -  | -                    | -                    | -                    |                      |                      |
| 2014-2015     | HC Lugano            | LNA              | 20  | 11               | 5                | 16               | 30               | 3                | 0  | 1                    | 1                    | 0                    |                      |                      |
| 2015-2016     | HC Lugano            | LNA              | 36  | 13               | 21               | 34               | 18               | 14               | 7  | 7                    | 14                   | 12                   |                      |                      |
| 2016-2017     | HC Lugano            | LNA              | 33  | 8                | 18               | 26               | 45               | 2                | 0  | 1                    | 1                    | 2                    |                      |                      |
| 2017-2018     | HC Lugano            | NL               | 24  | 7                | 7                | 14               | 8                | -                | -  | -                    | -                    | -                    |                      |                      |
| 2018-2019     | HC Bienne            | NL               | 50  | 18               | 19               | 37               | 22               | 12               | 5  | 4                    | 9                    | 4                    |                      |                      |
| 2019-2020     | HC Bienne            | NL               | 23  | 9                | 8                | 17               | 4                | -                | -  | -                    | -                    | -                    |                      |                      |
| 2020-2021     | HC Bienne            | NL               | 29  | 11               | 14               | 25               | 43               | 2                | 1  | 0                    | 1                    | 0                    |                      |                      |
| 2021-2022     | HC Bienne            | NL               | 44  | 21               | 23               | 44               | 22               | 4                | 1  | 0                    | 1                    | 0                    |                      |                      |
| 2022-2023     | HC Bienne            | NL               | 48  | 14               | 18               | 32               | 37               | 11               | 3  | 2                    | 5                    | 4                    |                      |                      |
| 2023-2024     | HC Bienne            | NL               | 37  | 6                | 9                | 15               | 12               | 8                | 1  | 1                    | 2                    | 0                    |                      |                      |
| 2024-2025     | HC Bienne            | NL               | 6   | 0                | 0                | 0                | 0                | -                | -  | -                    | -                    | -                    |                      |                      |
| Totaux LNA/NL | Totaux LNA/NL        | Totaux LNA/NL    | 654 | 235              | 297              | 532              | 440              | 112              | 34 | 38                   | 72                   | 44                   |                      |                      |
| Totaux LNH    | Totaux LNH           | Totaux LNH       | 121 | 25               | 33               | 58               | 46               | 14               | 5  | 4                    | 9                    | 4                    |                      |                      |

#### Tournoi
| Saison    | Équipe           | Compétition         |   | PJ | B | A | Pts | Pun                |  | Résultat |
| 2013      | EV Zoug          | Trophée Européen    | 1 | 1  | 2 | 3 | 2   | Phase de Groupe    |  |          |
| 2012      | HC Davos         | Coupe Spengler      | 3 | 0  | 0 | 0 | 6   | Finale             |  |          |
| 2015      | HC Lugano        | Coupe Spengler      | 4 | 3  | 1 | 4 | 4   | Finale             |  |          |
| 2016-2017 | HC Lugano        | Ligue des Champions | 8 | 3  | 3 | 6 | 10  | Huitième de finale |  |          |
| 2016-2017 | HC Lugano        | Coupe de Suisse     | 2 | 2  | 0 | 2 | 0   | Huitième de finale |  |          |
| 2017      | Équipe de Suisse | Coupe Spengler      | 3 | 1  | 1 | 2 | 0   | Finale             |  |          |
| 2018-2019 | HC Bienne        | Coupe de Suisse     | 1 | 1  | 1 | 2 | 2   | Huitième de finale |  |          |
| 2019-2020 | HC Bienne        | Ligue des Champions | 3 | 1  | 0 | 1 | 2   | Quart de finale    |  |          |
| 2019-2020 | HC Bienne        | Coupe de Suisse     | 1 | 0  | 2 | 2 | 0   | Demi-Finale        |  |          |
| 2020-2021 | HC Bienne        | Coupe de Suisse     | 1 | 0  | 2 | 2 | 0   | Huitième de finale |  |          |
| 2023-2024 | HC Bienne        | Ligue des Champions | 7 | 1  | 1 | 2 | 6   | Huitième de finale |  |          |

### En équipe nationale
| Année     | Équipe | Compétition          |   | PJ | B | A | Pts | Pun       |  | Résultat |
| 2010      | Suisse | Championnat du monde | 7 | 1  | 4 | 5 | 2   | 5e place  |  |          |
| 2010-2011 | Suisse | Deutschland Cup      | 2 | 3  | 0 | 3 | 0   | 2e place  |  |          |
| 2011-2012 | Suisse | Deutschland Cup      | 3 | 2  | 0 | 2 | 2   | 3e place  |  |          |
| 2012      | Suisse | Championnat du monde | 7 | 3  | 4 | 7 | 6   | 11e place |  |          |
| 2014      | Suisse | Jeux olympiques      | 4 | 0  | 0 | 0 | 0   | 9e place  |  |          |
| 2014      | Suisse | Championnat du monde | 7 | 3  | 3 | 6 | 4   | 10e place |  |          |
| 2015      | Suisse | Championnat du monde | 8 | 1  | 4 | 5 | 8   | 8e place  |  |          |
| 2017      | Suisse | Championnat du monde | 7 | 2  | 1 | 3 | 4   | 6e place  |  |          |

## Trophées et honneurs personnels

### Juniors Élites A
- Joueur ayant inscrit le plus de buts lors de la saison 2004-2005 (33).
- Champion de Suisse 2006 avec le EHC Kloten.

### Ligue nationale A/National League
- Élu joueur s'étant le plus amélioré lors de la saison 2009-2010.
- Meilleur joueur[Note 1] lors de la saison 2011-2012.
- Nommé dans l'équipe d'étoiles lors des saisons 2011-2012, 2012-2013[Note 2] et 2021-2022.
- Meilleur attaquant lors des saisons 2011-2012 et 2012-2013.
- Joueur ayant comptabiliser le plus d'aides lors de la saison 2011-2012 (36).
- Joueur ayant inscrit le plus de points lors de la saison 2011-2012 (60).

### Coupe Spengler
- Finaliste en 2012 avec le HC Davos.
- Finaliste en 2017 avec le Équipe de Suisse.

### Équipe nationale
- Désigné comme étant un des 3 meilleurs joueurs de sa sélection nationale lors des championnats du monde 2012 et 2014[15].